# Imperator (paquebot)
Pour les articles homonymes, voir Imperator.
Le SS Imperator est un paquebot transatlantique allemand, navire de tête de sa classe mis en service pour la compagnie Hamburg America Line (aussi appelée HAPAG) par les chantiers navals AG Vulcan de Hambourg en 1913. Il est le premier d'une série de trois paquebots transatlantiques allemands, qui comprend le Vaterland et le Bismarck. À la suite de la Première Guerre mondiale, l’Imperator, cédé au Royaume-Uni au titre des dommages de guerre, est renommé RMS Berengaria et affecté à  la Cunard Line. Il est victime d'un incendie en 1938, ce qui entraîne sa démolition, terminée en 1946. Jusqu’à la mise en service de son sister-ship le Vaterland, l’Imperator fut le plus grand paquebot du monde.

## Histoire

### Conception et construction

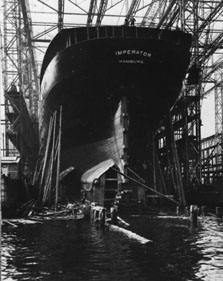
La poupe de l’Imperator peu avant son lancement.

L’idée de la construction de trois navires géants pour le compte de la HAPAG est née sous l'impulsion de son président Albert Ballin. En effet, la compagnie n'a alors pour paquebot de marque que le Deutschland, mis en service en 1900 et peu apprécié à cause des vibrations engendrées par sa vitesse. Elle doit également concurrencer le quatuor de la Norddeutscher Lloyd (Kaiser Wilhelm der Grosse, Kaiser Wilhelm II, Kronprinz Wilhelm et Kronprinzessin Cecilie) et surtout les récents géants britanniques de la Cunard (Lusitania et Mauretania) et de la White Star (Olympic et Titanic). L’idée est donc de surpasser par la taille ces paquebots qui, pour les deux derniers, atteignent presque les 270 mètres, tout en offrant un luxe supérieur. Un autre enjeu survient durant leur construction, celui de la sécurité, mis en évidence par le naufrage du Titanic.

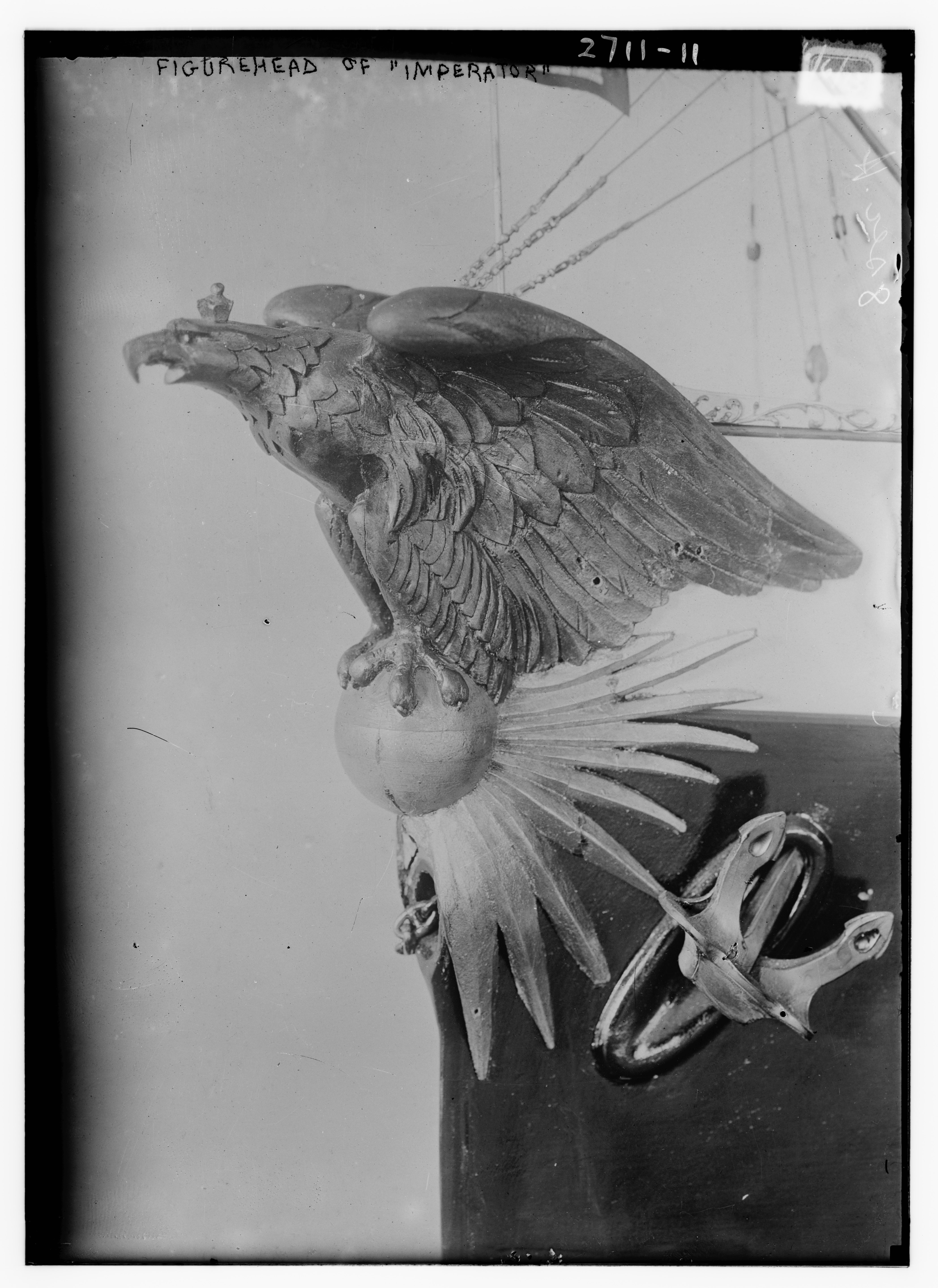
Figure de proue de l’Imperator.

Le premier navire du trio doit d'abord être nommé Europa, mais avant son lancement, son nom est changé en Imperator. Son lancement a lieu le 23 mai 1912 à Hambourg en présence de l'empereur Guillaume II en personne. Le navire est alors le plus long du monde. En effet, durant sa construction, les dirigeants de la compagnie ont eu vent de la construction de l’Aquitania de la Cunard, qui est censé être plus long de quelques centimètres. Pour remédier à ce problème, les constructeurs ajoutent en dernière minute une figure de proue en forme d’aigle. Cet aigle porte la couronne impériale et tient entre ses serres un globe terrestre arborant la mention « Mein Felt ist die Welt » (« Mon terrain est la Terre », qui est également le slogan de la compagnie). Cette figure de proue permet au navire de gagner trois mètres. Elle ne reste cependant en place que durant deux traversées, après quoi une tempête en arrache les ailes et entraîne son retrait. Il s'avéra que cette figure de proue n'était pas nécessaire, l’Imperator étant déjà plus long que l’Aquitania sans elle,.

### Intérieurs
Les intérieurs de l'Imperator étaient des plus luxueux. À peu près toutes les cabines de première classe étaient des cabines extérieures pourvues de hublots offrant aération et luminosité naturelle, et cent cinquante possédaient une salle de bains. Plus de deux cents accueillaient un seul passager. Les hébergements les plus luxueux à bord étaient les deux suites « impériales » dont chacune se composait de douze pièces et comprenait une véranda.
Les équipements de première classe se composaient d’une salle à manger et de deux restaurants, d'une salle de bal, d'un fumoir de style Tudor, de plusieurs salons pour les dames, d'un jardin de thé, et d'un café sous véranda. Le premier des deux restaurants, sur le pont B, était le Ritz-Carlton, une combinaison de restaurant et de jardin d'hiver dans le style Directoire. Le personnel provenait de l'hôtel Carlton de Londres. Le deuxième restaurant était un grill à l'arrière du pont B. La salle à manger, située sur le pont F, pouvait accommoder les attentes de 700 convives parmi des tables de deux jusqu'à huit personnes. Les premières classes avaient à leur disposition une bibliothèque, une pharmacie, un fleuriste, le cabinet du médecin ainsi que les bureaux du commissaire de bord, du maître des bagages et du steward en chef.
Un équipement particulièrement impressionnant pour l'époque était la piscine pompéienne occupant deux niveaux. Elle s’inspirait de celle du Royal Automobile Club à Londres, construite en 1907. En outre, des bains turcs, de vapeur et électriques, et des chambres de massage et de coiffure complétaient l'offre de loisirs du navire, ainsi que deux gymnases, l'un pour les passagers de première classe et l'autre pour les passagers de deuxième (c'était la première fois qu'un gymnase se trouvait pour cette classe de voyageurs sur un paquebot).

### Sous pavillon allemand

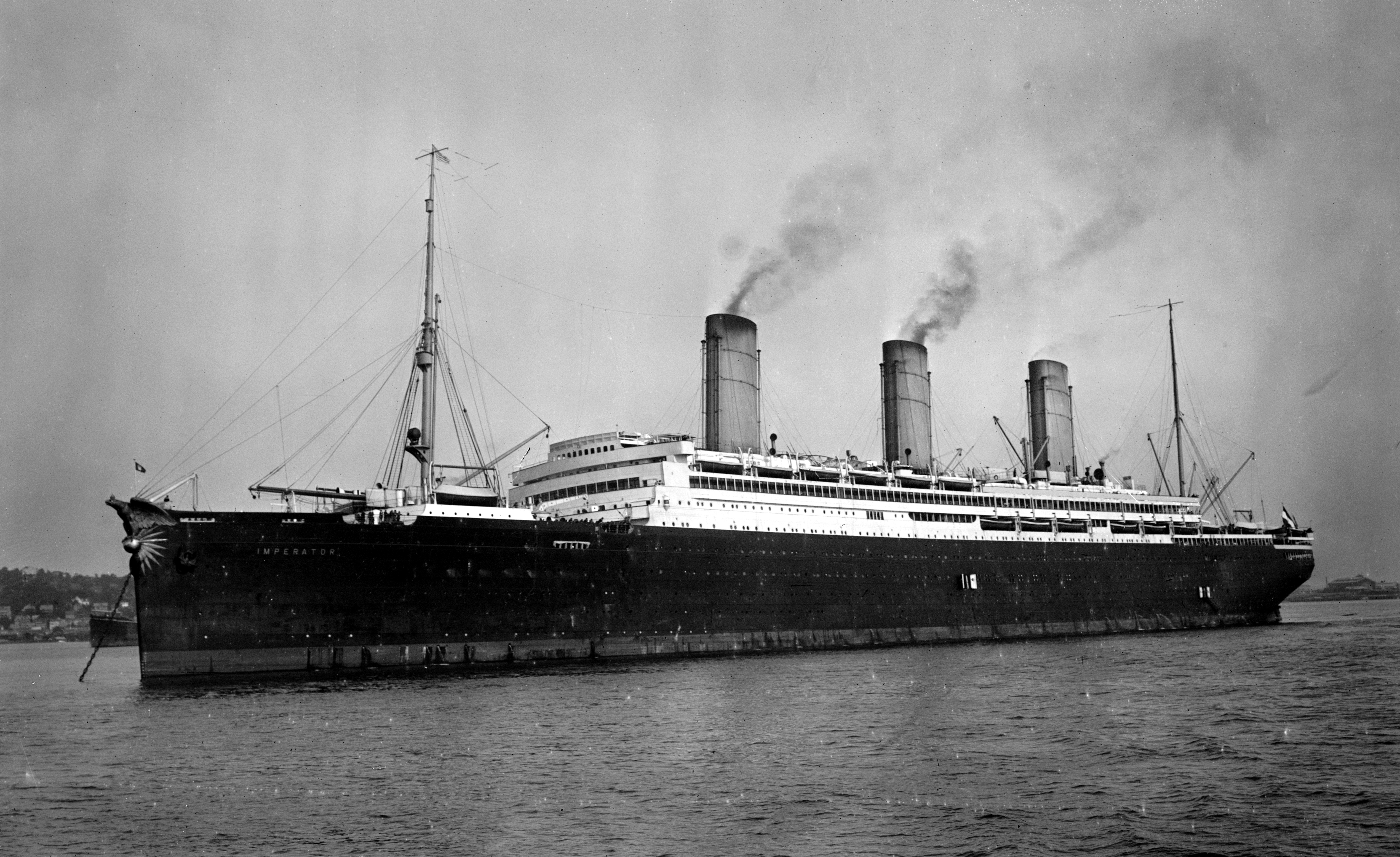
L’Imperator durant sa carrière sous pavillon allemand.

L’Imperator entame son voyage inaugural entre Cuxhaven et New York le 20 juin 1913. Il comporte également un salon de 900 m2 décoré d’un buste du Kaiser. Cependant, le paquebot roule beaucoup et son avenir commercial est sujet à caution. On lui donne même le surnom d’« empereur boiteux », notamment par les Britanniques (jeu de mots « Limperator », limp signifiant « boiter » en anglais). Au retour de son voyage inaugural, il est emmené en cale sèche pour subir une première refonte. Les superstructures et les cheminées sont modifiées, et du lest est ajouté dans les fonds. On remplace même les statues de l’Empereur par des exemplaires plus petits et légers, en plâtre. Si la refonte atténue le problème, elle ne l'éradique pas pour autant.
N’étant pas conçu pour atteindre plus de 24 nœuds, l’Imperator ne peut battre le record établi quatre ans plus tôt par le Mauretania et remporter le Ruban bleu. En mai 1914, le navire est rejoint par son sister-ship  le Vaterland, mais leur carrière est de courte durée. En effet, la Première Guerre mondiale éclate durant l'été.

### Première Guerre mondiale
L’Imperator échappe au sort de son jumeau et d’autres navires de la compagnie (ainsi que de plusieurs des membres du quatuor de la Norddeutscher Lloyd) qui sont piégés aux États-Unis et réquisitionnés par la suite. En effet, alors qu’il se préparait à partir pour New York lors du début des hostilités, le paquebot est mis à quai à Hambourg pour la durée des hostilités.
Avec la signature de l’Armistice puis du Traité de Versailles en 1919, les Allemands sont contraints de le donner à la marine américaine au titre de compensation des dommages de guerre, et il devient un navire de transport de troupes sous le nom d’USS Imperator. Avec son jumeau (devenu entre-temps le Leviathan), ils sillonnent l’Atlantique, ramenant d’Europe quelque 25 000 soldats.

### Sous pavillon britannique

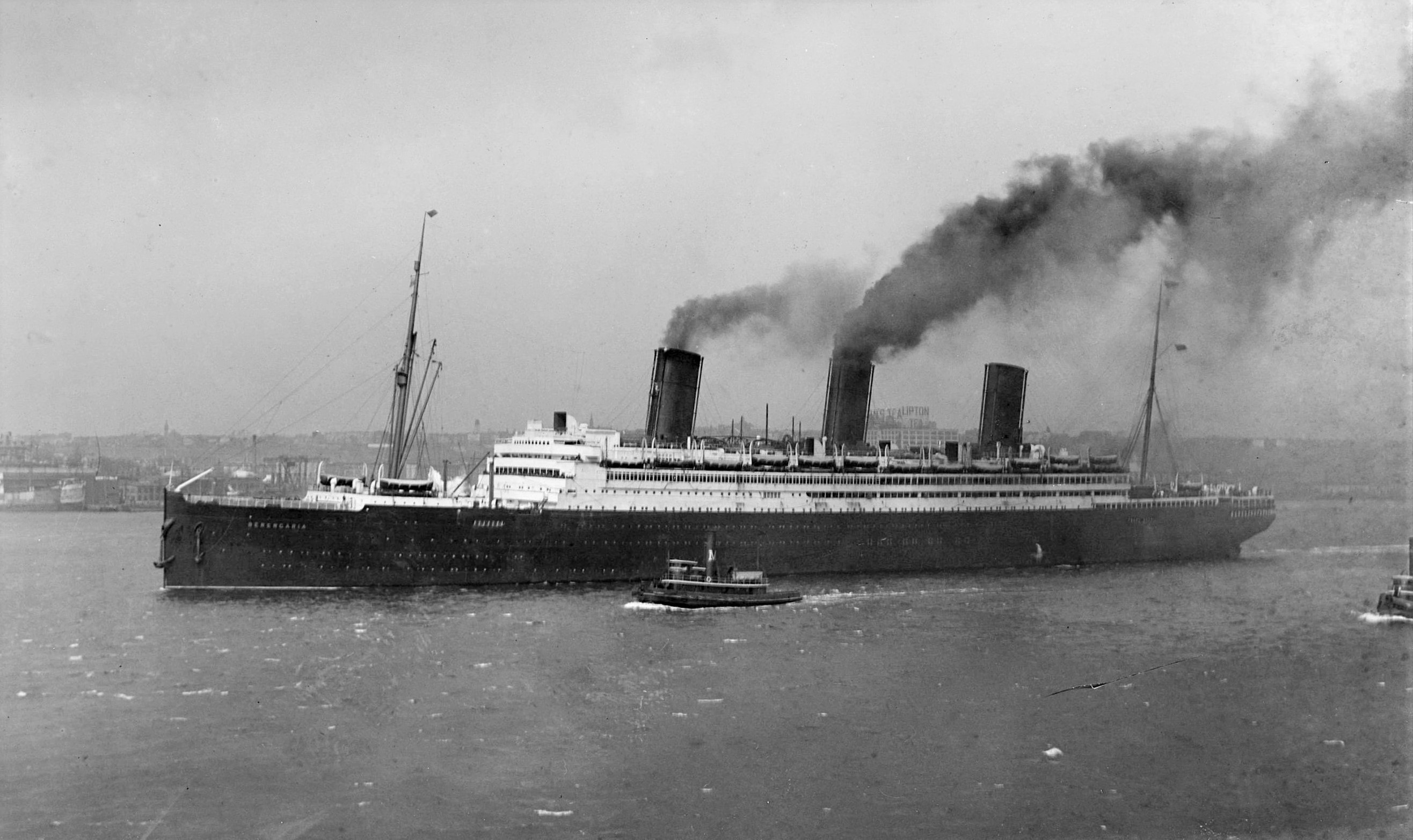
Le Berengaria en service.

Le navire est finalement donné à la Cunard Line, pour compenser la perte du Lusitania. Il est rebaptisé RMS Berengaria, du nom de l’épouse de Richard Cœur de Lion, Bérangère de Navarre. Le troisième navire de la série, le Bismarck est quant à lui cédé à la White Star Line où il prend le nom de Majestic. Sa décoration est revue pour correspondre aux attentes de sa nouvelle clientèle, et le navire prend la mer, dans un premier temps sous le commandement d’Arthur Rostron (commandant du Carpathia, navire qui vint aux secours des naufragés du Titanic). Le début des années 1920 est pour lui un âge d’or. Avec le Mauretania et l’Aquitania, ils forment les « Big Three » opérant dans l’Atlantique Nord face au trio de la White Star. Durant cette période, il transporte des célébrités telles que Douglas Fairbanks, la reine de Roumanie et le prince de Galles.
La Grande Dépression entraîne une baisse du trafic transatlantique. Le navire est transféré dans les Caraïbes et les Bermudes pour des croisières. Cependant, des problèmes électriques répétés accroissent les risques d'incendie. En 1938, un incendie plus important incite la compagnie à le retirer du service et à le faire démolir. Cependant, il faut attendre 1946 pour que le navire soit totalement démoli.